# Zac Posen
Pour les articles homonymes, voir Posen.
Zac Posen est un créateur de mode américain né le 24 octobre 1980 à New York. Il est juge à l'émission Project Runway, succédant à Michael Kors.
En 2001, Posen travaille depuis le salon de ses parents. Il est découvert la même année quand il présente son premier défilé qui attire l’attention des présidents de LVMH Fashion Group, Dior et Gucci Group.

## Filmographie
- 2022 : The Outfit de Graham Moore

## Annexe